# Volta Limburg Classic 2017
De 44e editie van de Nederlandse wielerwedstrijd Volta Limburg Classic werd gehouden op 1 april 2017. De start en finish vonden plaats in Eijsden. 

## Mannen
Bij de mannen maakte de wedstrijd deel uit van de UCI Europe Tour 2017, in de categorie 1.1. De editie van 2016 werd gewonnen door Floris Gerts, nadat één jaar eerder zijn ploegmaat bij BMC, Stefan Küng won. Deze editie werd gewonnen door de Italiaan Marco Canola. Hij won de sprint van een kopgroep van drie renners.

### Uitslag
| Volta Limburg Classic 2017 |                    |                              |          |
| Plaats                     | Naam               | Ploeg                        | Tijd     |
| Winnaar                    | Marco Canola       | Nippo-Vini Fantini           | 4u45'26" |
| 2                          | Xandro Meurisse    | Wanty-Groupe Gobert          | z.t.     |
| 3                          | Nick van der Lijke | Roompot-Nederlandse Loterij  | + 04"    |
| 4                          | Antoine Warnier    | WB Veranclassic-Aqua Protect | + 51"    |
| 5                          | Paul Martens       | Team LottoNL-Jumbo           | + 59"    |

## Vrouwen
Na een periode van afwezigheid werd in 2017 wederom een editie voor vrouwen georganiseerd, de eerste sinds de wedstrijd Volta Limburg Classic heet. De Canadese Karol-Ann Canuel van de Limburgse ploeg Boels Dolmans won vanuit een kopgroep van vijf rensters. Deze vijf reden weg op de laatste beklimming van de Trichterberg, uit een groep van aanvankelijk negen rensters, die op zo'n 25 km voor de finish uit het peloton waren ontsnapt.
Het was een nationale clubwedstrijd, waaraan één UCI-team deelnam (Parkhotel Valkenburg-Destil), de nationale juniorenselectie en vijftien clubteams, waaronder Swabo Ladies, Jan van Arckel en Jos Feron Lady Force. Verder deden 29 rensters op individuele basis mee, zoals drie rensters van Boels Dolmans, drie van WM3 en drie van Sunweb.

### Uitslag
| Volta Limburg Classic 2017 |                      |                             |          |
| Plaats                     | Naam                 | Ploeg                       | Tijd     |
| Winnaar                    | Karol-Ann Canuel     | Boels Dolmans               | 2u40'18" |
| 2                          | Riejanne Markus      | WM3 Pro Cycling             | + 03"    |
| 3                          | Liane Lippert        | Team Sunweb                 | + 04"    |
| 4                          | Aafke Soet           | Parkhotel Valkenburg-Destil | + 08"    |
| 5                          | Nicole Steigenga     | Swabo Ladies                | z.t.     |
| 6                          | Esther van Veen      | Parkhotel Valkenburg-Destil | + 27"    |
| 7                          | Ilona Hoeksma        | Hitec Products              | + 57"    |
| 8                          | Evy Kuijpers         | Jan van Arckel              | + 58"    |
| 9                          | Dani Christmas       | Jos Feron Lady Force        | z.t.     |
| 10                         | Jip van den Bos      | Boels Dolmans               | + 3'11"  |
| 11                         | Julia Soek           | Team Sunweb                 | z.t.     |
| 12                         | Valentina Scandolara | WM3 Pro Cycling             | z.t.     |
| 13                         | Sabrina Stultiens    | Team Sunweb                 | z.t.     |
| 14                         | Henrietta Colborne   | Swabo Ladies                | z.t.     |
| 15                         | Kirsten Peetoom      | Maaslandster Veris CNN      | z.t.     |
| 16                         | Sari Saarelainen     | Maaslandster Veris CNN      | + 3'15"  |
| 17                         | Anna Kiesenhofer     | Lotto Soudal Ladies         | z.t.     |
| 18                         | Nina Buysman         | Parkhotel Valkenburg-Destil | z.t.     |
| 19                         | Kylie Waterreus      | Maaslandster Veris CNN      | z.t.     |
| 20                         | Katarzyna Pawlowska  | Boels Dolmans               | z.t.     |

1973 · 1974 · 1975 · 1976 · 1977 · 1978 · 1979 · 1980 · 1981 · 1982 · 1983 · 1984 · 1985 · 1986 · 1987 · 1988 · 1989 · 1990 · 1991 · 1992 · 1993 · 1994 · 1995 · 1996 · 1997 · 1998 · 1999 · 2000 · 2001 · 2002 · 2003 · 2004 · 2005 · 2006 · 2007 · 2008 · 2009 · 2010 · 2011 · 2012 · 2013 · 2014 · 2015 · 2016 · 2017 · 2018 · 2019 · 2020 · 2021 · 2022 · 2023 · 2024